# Валгана
Валгана (итал. Valganna) је насеље у Италији у округу Варезе, региону Ломбардија.
Према процени из 2011. у насељу је живело 1462 становника. Насеље се налази на надморској висини од 461 м.

## Становништво
| 1931. | 1936. | 1951. | 1961. | 1971. | 1981. | 1991. | 2001. | 2011. |
| ----- | ----- | ----- | ----- | ----- | ----- | ----- | ----- | ----- |
| 985   | 900   | 1.078 | 1.151 | 1.278 | 1.382 | 1.483 | 1.462 | 1.584 |